# Suomisaundi
Suomisaundi (jiné názvy: suomisoundi, suomistyge, spugedelic trance) je freestylová varianta psychedelického trance, který vznikl ve Finsku v polovině 90. let 20. století. Výraz „suomisaundi“ doslovně znamená „finský zvuk“. Termín „spugedelic“ je složenina ze slov „psychedelic“ a „Spüg“, přičemž druhé jmenované znamená „alkoholický“ v helsinském slangu. Termín „spugedelic“ byl pravděpodobně poprvé použit suomisaundi umělcem Huopatossu Mononen v názvu jeho skladby "Kikapelaus (A Spugedelik Return To Monoverse)".